# Священная история
Священная история — история событий (преимущественно связанных с древними евреями), изложенная в Ветхом завете (начиная от сотворения мира), а также история событий, связанных с жизнью Иисуса Христа и зарождением христианства, изложенная в Новом завете. 
Священная история как предмет изучения является составной частью Закона Божьего.